# Пегий путорак
Пегий путора́к, или землеройка-красавка (лат. Diplomesodon pulchellum) — вид млекопитающих семейства землероек. Единственный живущий в настоящее время вид из рода Путораки. Обитает в прикаспийской части России, в Казахстане, Узбекистане и Туркменистане.

## Описание
От других землероек путорак отличается в первую очередь необычной окраской: у него чисто-белое брюшко и пепельно-серая спинка с овальным белым пятном посередине. Размеры белого пятна изменчивы, у некоторых особей оно уменьшено до узкой полосы. Известны путораки-альбиносы. Размеры путорака невелики: длина тела 5,4—7,6 см, хвоста 2,5—3 см, масса 7—13 г. Телосложение плотное, хоботок короткий. Хвост покрыт короткими жёсткими волосами. Кисти и ступни расширены; пальцы передних лап опушены длинными, прочными волосками, которые, увеличивая общую площадь стопы, помогают путораку передвигаться по рыхлым пескам.

## Распространение
Ареал путорака ограничен пустынями и полупустынями юга России, Средней Азии и Казахстана — от берегов Каспия и Волго-Уральского междуречья до Восточного Прибалхашья, и от границы с Афганистаном (Кушка, Бадхыз) к северу до 48—50° с.ш. Наибольшее число путораков было добыто среди бугристых и грядовых песков средней задернённости, но попадали они и на лёссовых участках предгорных пустынь. 

## Образ жизни
Образ жизни одиночный, видимо, кочевой; путорак часто меняет укрытия, используя пещерки, углубления и даже человеческие жилища. Может быстро зарываться в песок, но сам норы роет редко, предпочитая занимать норы разнообразных пустынных грызунов: песчанок, слепушонок, полёвок. Собственная нора у путорака длиной до 3 м и диаметром 2 см, заканчивается гнездовой камерой диаметром 18—20 см. Питается он насекомыми, преимущественно мелкими жуками (особенно стафилинидами) и муравьями. Легко убивает мелких ящериц, причём съедает их вместе с костями. За сутки путорак поглощает корма примерно в 1,5 раза больше собственного веса, для чего ему необходимо питаться много раз в сутки. Днём он остаётся в укрытии и кормится заползающими в его жилище насекомыми; активен ночью.

## Размножение
Размножаются путораки с апреля до октября. За этот срок самка приносит до 3 выводков по 4—5 детёнышей. Беременность около 30 дней. Часть сеголеток весеннего приплода, особенно самок, уже во второй половине лета принимают участие в размножении.
Путорак повсеместно немногочислен. В годы наивысшей численности в междуречье Волги и Урала концентрация этих животных не превышала 1—2 особи на 1 га. Главные враги путорака — домовый сыч и филин; там, где ареал его распространения пересекается с ареалами ушастого ежа и малой белозубки, они выступают его пищевыми конкурентами.